# Opactwo w Mont-Saint-Éloi
Opactwo w Mont-Saint-Éloi – zespół zrujnowanych obecnie budynków klasztornych augustianów, założony przez św. Vindiciena z Arras na przełomie VII i VIII wieku. W przeszłości ważny ośrodek średniowiecznego życia intelektualnego. Zniszczony w czasie rewolucji francuskiej, pozostaje w zakonserwowanej ruinie. Od 1921 obiekt ma status szczególnie cennego zabytku (Monument historique).

## Historia
Początki opactwa owiane są legendą. Według ustnych przekazów jego przyszły patron przychodził często na tutejsze wzgórze, by modlić się i rozmyślać. Pod koniec życia założył tu kaplicę oraz zamieszkał w pustelni razem z kilkoma uczniami. Jeden z nich, Vindicien, przyszły biskup Arras, opiekował się kompleksem budynków po śmierci swojego nauczyciela, a następnie opłacił przebudowę wolno stojących pustelni w jeden kompleks klasztorny. W testamencie poprosił też o pochówek na jego terenie. 
W 880 najazd Normanów zniszczył poważnie cały region, w tym i opactwo, które, zrujnowane, zostało na kilka dziesięcioleci porzucone. W 929 biskup Fulbert nakazał odbudować klasztor i kościół (w randze bazyliki) po tym, gdy podobno na jego miejscu zdarzył się cud – św. Vincidien ukazał się ponad swoim grobem i wskazał drogę do domu zagubionemu w ruinach dziecku. I ten obiekt został zniszczony w dramatycznych okolicznościach przez grupę samowolnie działających żołnierzy księcia Normandii Ryszarda II, którzy wymordowali mnichów, by złupić bez przeszkód klasztorny skarbiec. Książę sfinansował odbudowę zabudowań i osobiście zwrócił zagrabioną sumę. Po reformie kluniackiej opactwo zostało siedzibą kanonii i otrzymało oficjalnie regułę św. Augustyna. W 1140 przeprowadzono pierwszą przebudowę opactwa, a w latach 1208–1221 całkowicie przekształcono jego styl na gotyk. W tej formie przetrwało ono kolejne 529 lat. 
W 1477 opactwo służyło jako koszary w czasie oblężenia Arras przez Ludwika XI. Zabudowania były kilkakrotnie używane do celów wojskowych również w czasie wojen religijnych. W 1750 przeszło ostatnią poważną przebudowę, w czasie której kościół klasztorny otrzymał nową, klasycystyczną fasadę. W niecałe 40 lat później w czasie rewolucji francuskiej opactwo, tak jak wszystkie pozostałe obiekty tego typu, zostało zamknięte, zaś dwa lata później jego ostatni przeor został zgilotynowany za odmowę złożenia przysięgi wierności państwu. W 1793, na wielkiej fali dechrystianizacji organizowanej przez najradykalniejsze ugrupowania rewolucji (często bez zgody rządu), zabudowania klasztorne zostały zdewastowane, a następnie zupełnie zniszczone w celu pozyskania materiału budowlanego. 

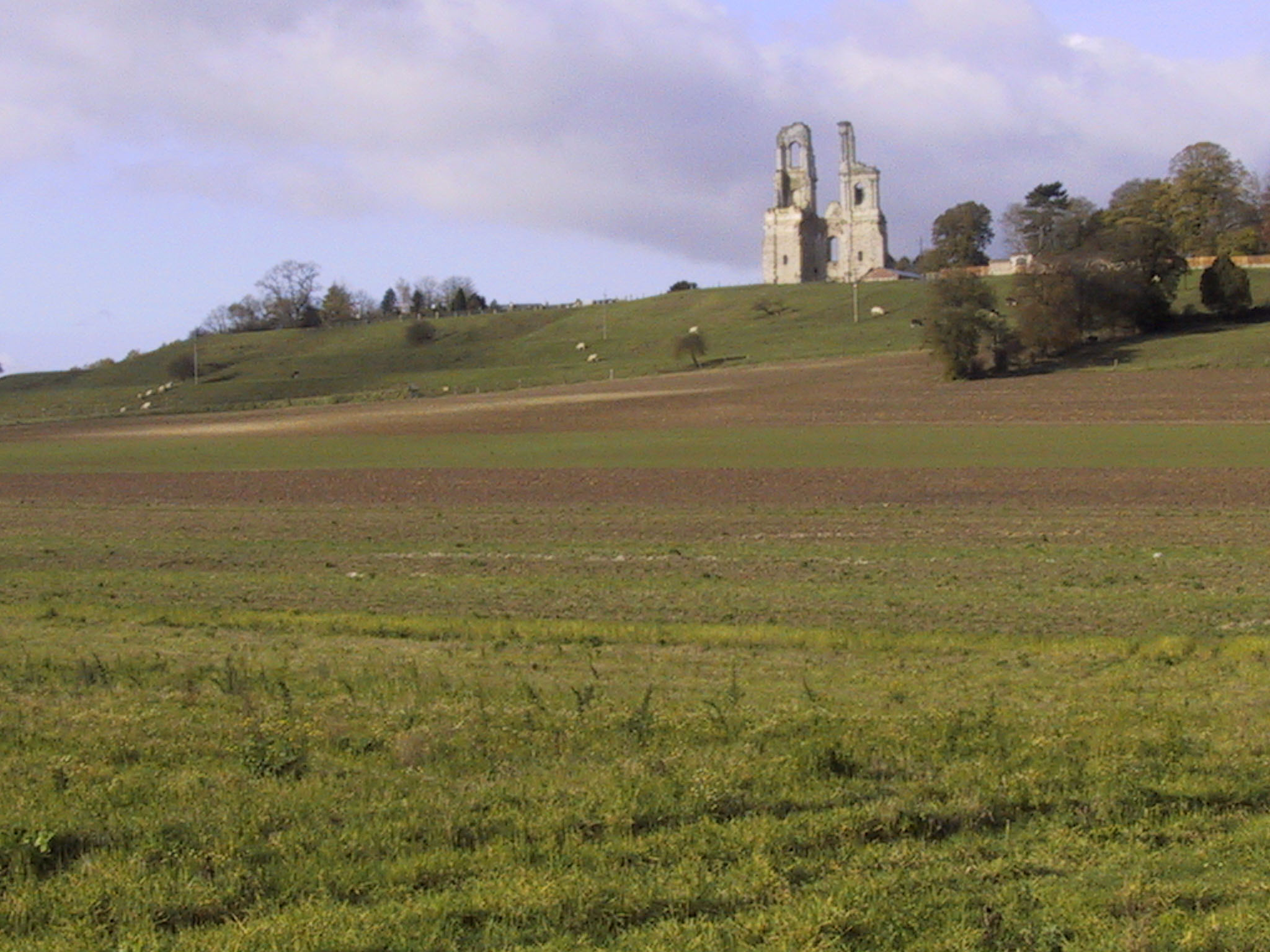
Opactwo i jego dawne ziemie

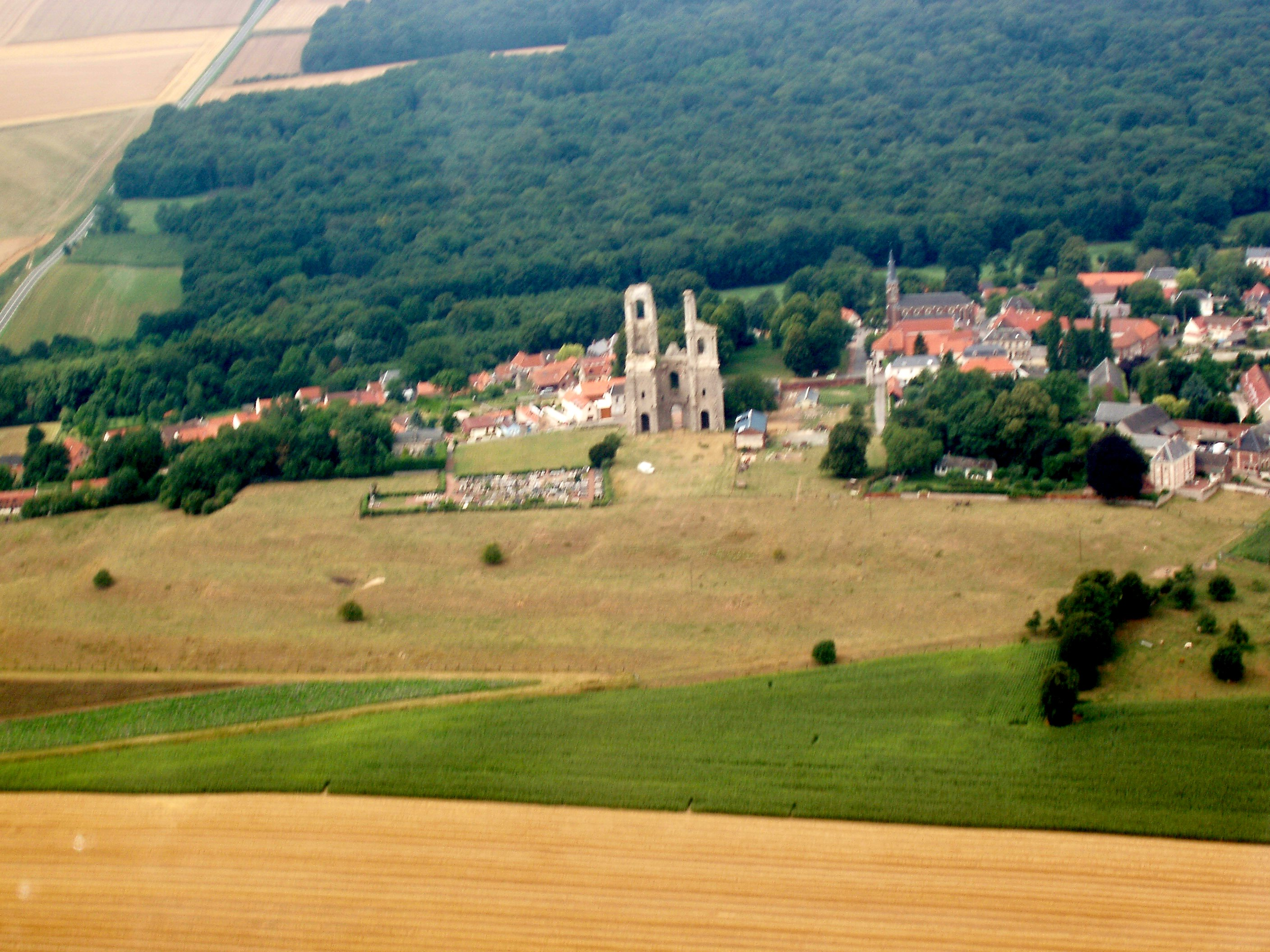
Widok z lotu ptaka

W 1836, gdy zaczęło się zainteresowanie ochroną zabytków, państwo wykupiło pozostałości opactwa, by uchronić je przed ostatecznym zniszczeniem. Przeprowadzono pierwsze prace restauracyjne i zamurowano pierwotne okna kościelne. W czasie I wojny światowej na położonych wysoko ponad równinnym regionem wieżach Francuzi usytuowali punkt obserwacyjny, co wywołało ostrzelanie zabytku z niemieckiej artylerii dalekiego zasięgu i zniszczenie górnych kondygnacji wież. 

## Architektura
Obiekt zbudowano z dostępnych w okolicy materiałów – piaskowca i kredy. Nie znamy żadnych wykonanych przed 1793 wizerunków budynku; jedynie na podstawie opisów w źródłach udało się przeprowadzić hipotetyczną rekonstrukcję obiektu. Był on prawdopodobnie trójnawową bazyliką z transeptem i szeregiem bocznych kaplic, opartą na rzędach przypór, z półkolistymi oknami i co najmniej trzema rozetami w ścianach prezbiterium oraz transeptu. Prezbiterium nie było wyodrębnione, zaś wieże (co wiadomo z fotografii) wieńczył płaski dach. 
Do dziś zachowały się jedynie pozostałości dwóch wież pierwotnej zachodniej fasady kościoła wchodzącego w skład opactwa oraz część położonej bezpośrednio za nimi kruchty. Wieże te, pierwotnie pięciokondygnacyjne i wznoszące się na wysokość 53 metrów, zachowały się jedynie do poziomu drugiego i trzeciego piętra (44 m). Łączący obie wieże gzyms został odrestaurowany w 1990. Zachowany fragment fasady reprezentuje styl klasycystyczny, dobrze widoczne są korynckie pilastry oraz półkoliste, zamurowane obecnie okna ze skromnymi obramowaniami. Wejście na teren klasztornego kościoła prowadziło poprzez równie dobrze zachowany skromny portal, również oparty na korynckich pilastrach oraz półkoliste drzwi główne. Zachowało się również kilka budynków gospodarskich niegdyś administrowanych przez opactwo oraz fragment otaczającego cały kompleks muru. Również tarasowe ułożenie najbliższych łąk jest dziełem dawnych mieszkańców Mont-Saint-Éloi.